# Šabac
Šabac (en serbe en écriture cyrillique : Шабац, prononcé : /ʃabats/) est une ville de Serbie située dans le district de Mačva. Au recensement de 2011, la ville intra muros comptait 52 822 habitants et son territoire métropolitain, appelé ville de Šabac (Град Шабац et Grad Šabac), 115 347.
Šabac est située le long de la Save dans la région historique de Mačva. La ville de Šabac est le centre administratif du district de Mačva.

## Géographie
Šabac et son territoire métropolitain sont situés au nord-ouest de la Serbie centrale, entre la Save et la Drina.

## Histoire
Les sites archéologiques de Šabac et de ses environs témoignent d'une présence humaine dans la région depuis l'âge de la pierre. Des vestiges remontant à la période romaine ont également été mis au jour. Aux XIIIe et  XIVe siècles, la région fit partie de l'État serbe des Nemanjić. La ville de Šabac remonte au Moyen Âge. Un document de 1454 évoque une ville appelée Zaslon ; elle faisait partie de l’État slave de Serbie. Puis la ville tomba entre les mains des Turcs. En 1470, ils y construisirent une forteresse qu’ils appelèrent Bejerdelen (« qui frappe en biais ») et qui était destinée à protéger leurs possessions contre les Hongrois et à contrôler le trafic sur la Save. La forteresse fut plusieurs fois conquise par les Autrichiens.
L’étymologie du nom actuel, Šabac, est incertaine ; elle vient probablement de la déformation du nom de la rivière Sava, la Save.

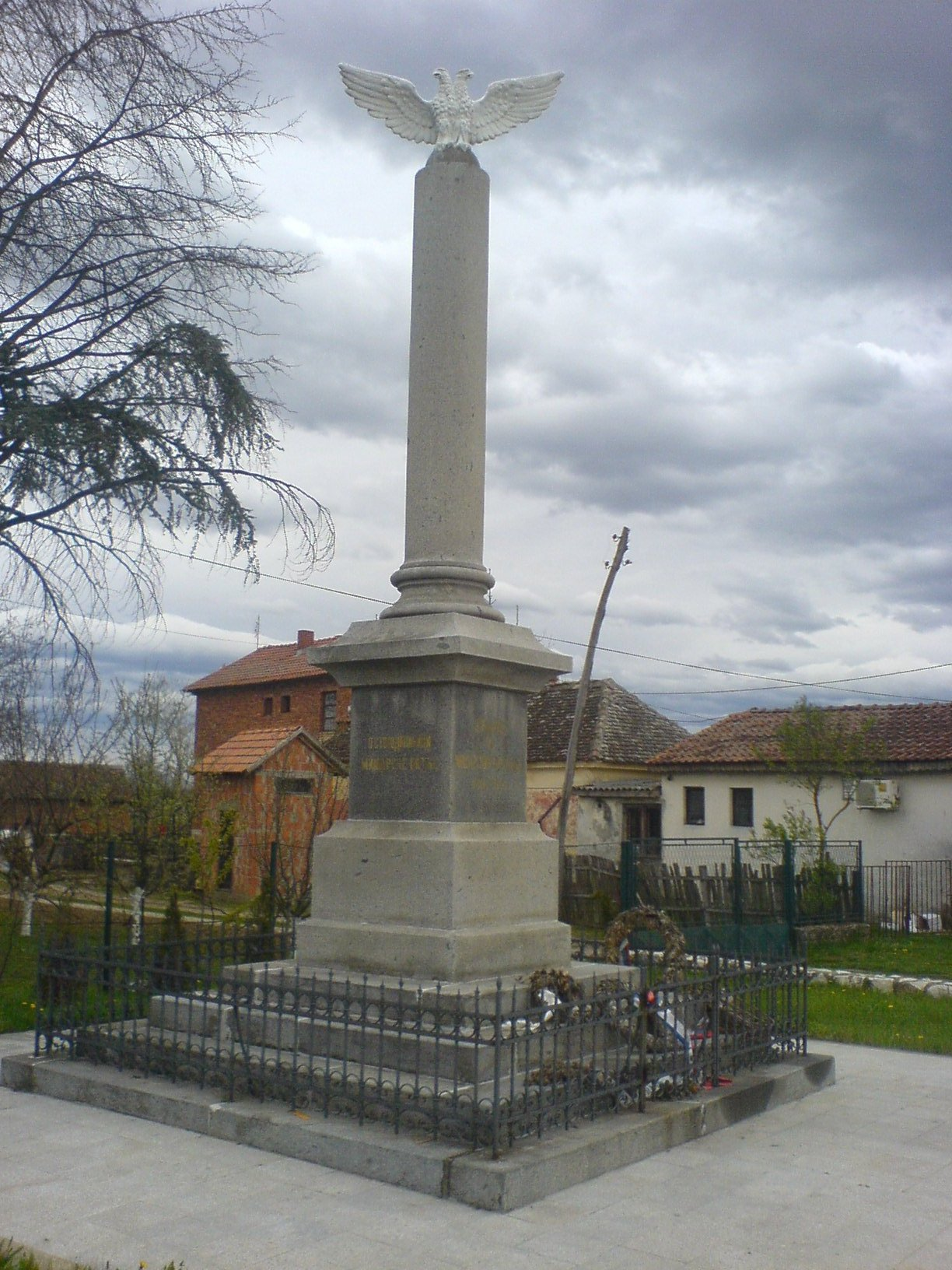
Monument à Mišar

Šabac joua un rôle important lors de la première révolte serbe contre les Turcs en 1804. En 1806, Karageorges était à la tête des insurgés lorsqu'il remporta une des premières victoires serbes contre les Turcs, à Mišar, non loin de Šabac. La famille des Obrenović marqua également à la ville ; elle devint la résidence de Jevrem Obrenović, le frère du prince Miloš Obrenović, qui modernisa la ville après la seconde révolte serbe contre les Turcs. La ville fut définitivement libérée de l’occupation ottomane en 1867 et le premier journal serbe y fut imprimé en 1883.
La cité prospéra jusqu’à la Première Guerre mondiale, où elle subit d’importants dommages ; sa population passa de 14 000 à 7 000 habitants. Trois semaines après le début des hostilités, 120 habitants de la ville, dont des femmes et des enfants, furent massacrés par des soldats austro-hongrois. En août 1914, le mont Cer, qui se trouve non loin de Šabac fut aussi le lieu d’une célèbre victoire du voïvode serbe Stepa Stepanović sur les troupes de l’Empire austro-hongrois. Ce fut la première victoire des alliés pendant cette guerre. Après le conflit, Šabac fut décorée de la Croix de guerre française avec palme (1920), de la Croix de guerre tchécoslovaque (le 28 avril 1920). et de l'Ordre de Karageorges (1934).
La période yougoslave fut une période de prospérité. L’usine chimique Zorka fut installée à Šabac in 1938.
Pendant la Seconde Guerre mondiale, la ville fut occupée par les Allemands et un camp de concentration fut ouvert non loin de la ville. Environ 5 000 citoyens de Šabac y furent emprisonnés. Environ 7 000 personnes y trouvèrent la mort. La ville fut libérée par les Partisans communistes de Tito le 23 octobre 1944.
Après la Seconde Guerre mondiale, à l'époque de la république fédérative socialiste de Yougoslavie, Šabac redevint une ville industrielle importante.

## Organisation administrative

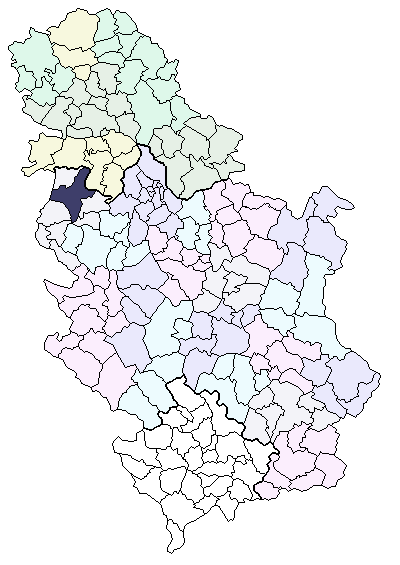
Localisation de la municipalité de Šabac en Serbie

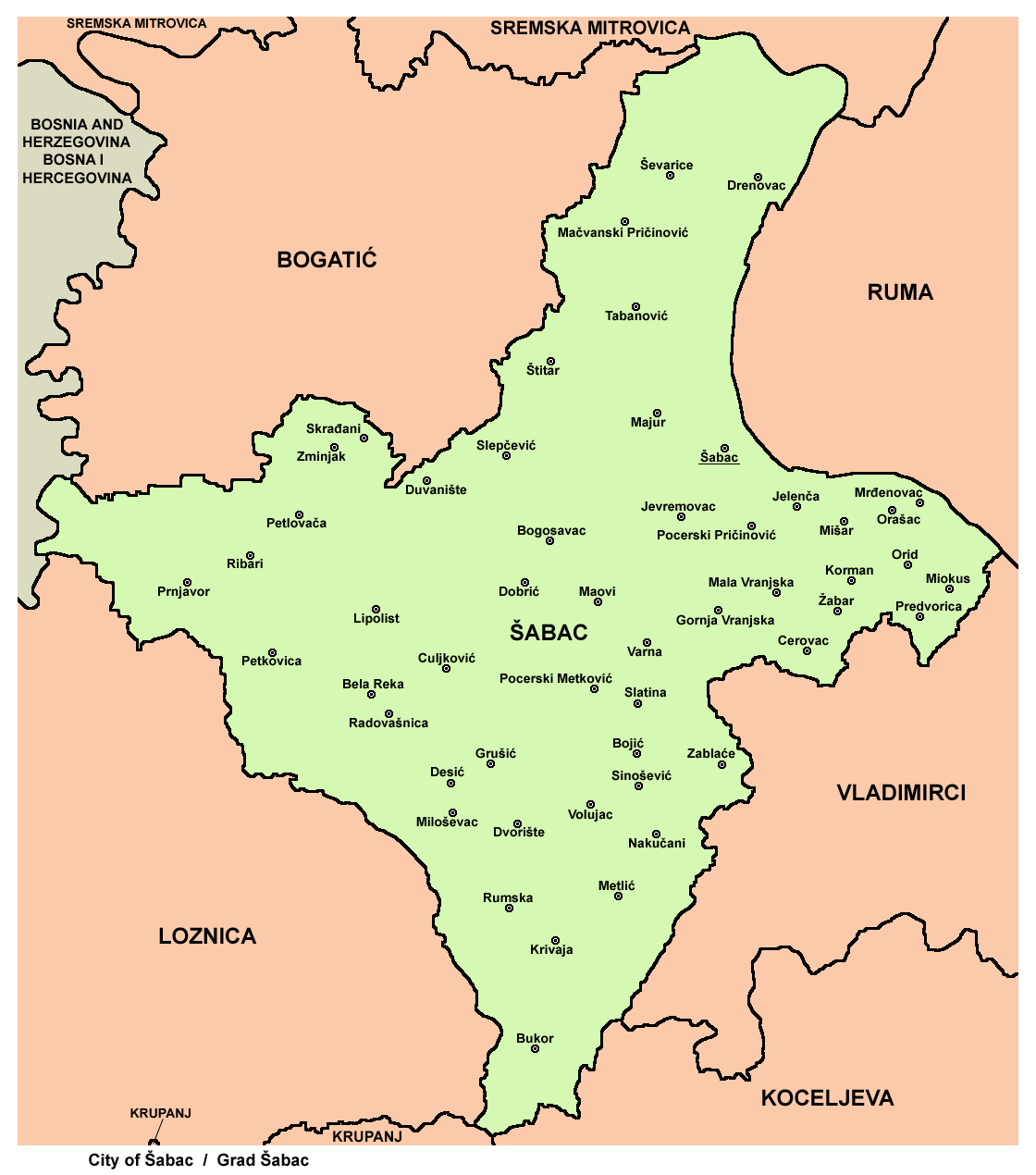
Les localités de la ville de Šabac

### Communautés locales de la ville de Šabac
La ville de Šabac est divisée en 10 communautés locales (ou quartiers) :

| - Bair - Kasarske livade - Donji Šor - Žika Popović - Jevremova Nikole | - Kamičak - Kamenjak - Letnjikovac - Preki Šor - Šipurske Livade |

### Localités de la ville (ex-municipalité) de Šabac
La ville de Šabac compte 52 localités :
| - Bela Reka - Bogosavac - Bojić - Bukor - Varna - Volujac - Gornja Vranjska - Grušić - Dvorište - Desić - Dobrić - Drenovac - Duvanište | - Žabar - Zablaće - Zminjak - Jevremovac - Jelenča - Korman - Krivaja - Lipolist - Majur - Mala Vranjska - Maovi - Mačvanski Pričinović - Metlić | - Miloševac - Miokus - Mišar - Mrđenovac - Nakučani - Orašac - Orid - Petkovica - Petlovača - Pocerski Metković - Pocerski Pričinović - Predvorica - Prnjavor | - Radovašnica - Ribari - Rumska - Sinošević - Skrađani - Slatina - Slepčević - Tabanović - Cerovac - Culjković - Šabac - Ševarice - Štitar |

En application de la loi sur l'organisation territoriale de la Répbulique de Serbie, votée le 28 décembre 2007, Šabac a obtenu le statut officiel de « ville » ou « cité »  (en serbe, au singulier : Град et Grad ; au pluriel : Градови et Gradovi). Toutes les autres localités de la Ville sont considérées comme des « villages » (село/selo).

## Démographie

### Ville

#### Évolution historique de la population dans la ville
| 1948   | 1953   | 1961   | 1971   | 1981   | 1991   | 2002   | 2011   |
| ------ | ------ | ------ | ------ | ------ | ------ | ------ | ------ |
| 16 243 | 19 894 | 30 352 | 42 075 | 52 177 | 54 637 | 55 163 | 52 822 |

## Politique

### Élections locales de 2004
À la suite des élections locales serbes de 2004, les 71 sièges de l'assemblée municipale se répartissaient de la manière suivante :
| Parti                                              | Sièges |
| -------------------------------------------------- | ------ |
| Parti démocratique et Mouvement serbe du renouveau | 25     |
| Parti radical serbe                                | 13     |
| Parti démocratique de Serbie                       | 11     |
| Parti socialiste de Serbie                         | 8      |
| Mouvement Force de la Serbie                       | 6      |
| G17 Plus                                           | 4      |
| Parti national paysan                              | 2      |
| Liste « La voix du peuple »                        | 2      |

Miloš Milošević, membre du Parti démocratique du président Boris Tadić, a été élu président (maire) de la municipalité de Šabac.

### Élections locales de 2008
À la suite des élections locales serbes de 2008, les 69 sièges de l'assemblée municipale se répartissaient de la manière suivante :
| Parti                                                           | Sièges |
| --------------------------------------------------------------- | ------ |
| Pour une Serbie européenne                                      | 36     |
| Parti radical serbe                                             | 21     |
| Parti démocratique de Serbie - Nouvelle Serbie                  | 7      |
| Parti socialiste de Serbie - Parti des retraités unis de Serbie | 5      |

Miloš Milošević a été élu maire (gradonačelnik) de la ville de Šabac ; il se présentait sur la liste de la coalition Pour une Serbie européenne, soutenue par le président Tadić et constituée du Parti démocratique, du parti G17 Plus et du Mouvement serbe du renouveau.

## Culture

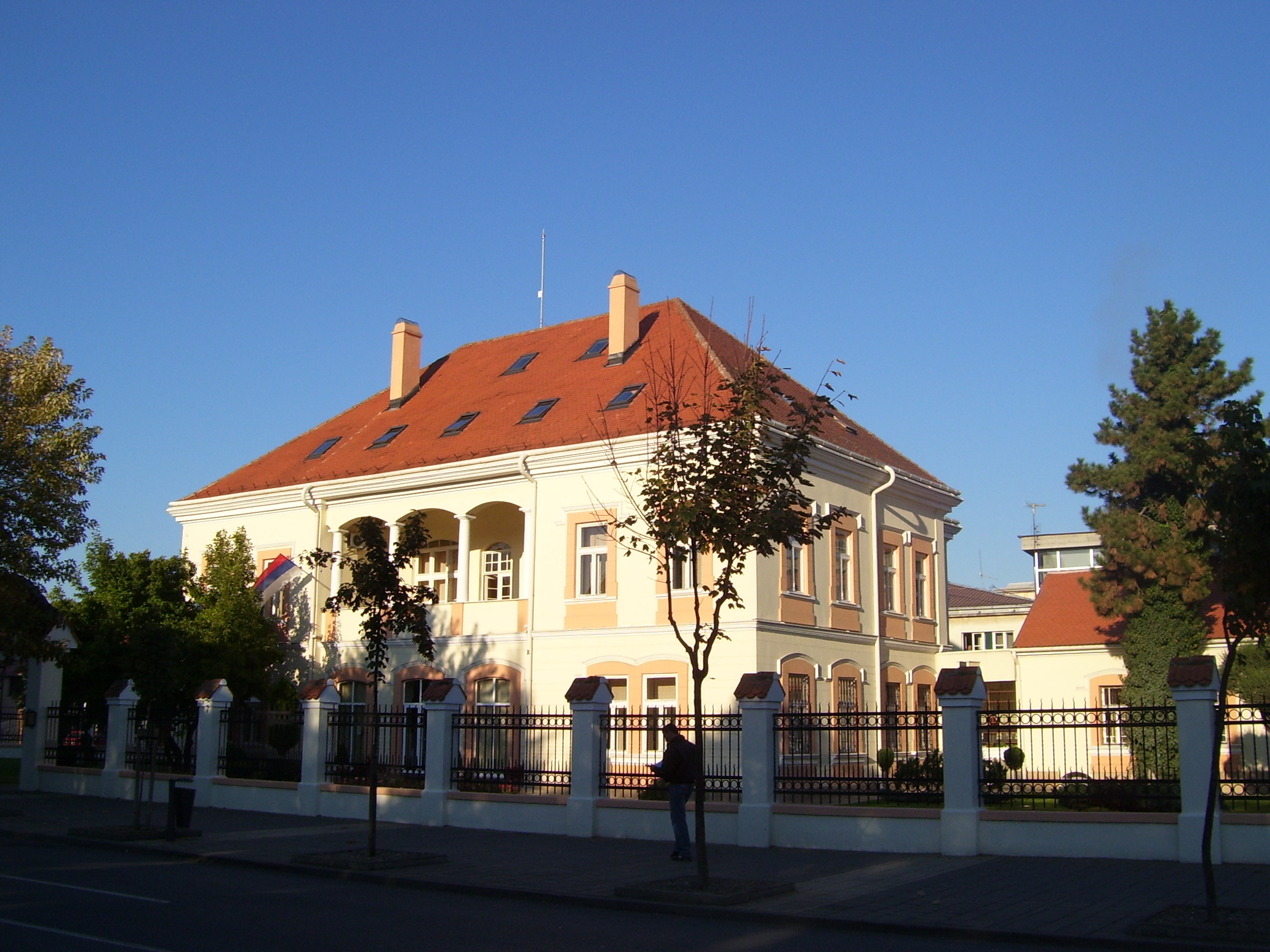
La bibliothèque de Šabac

Parmi les institutions culturelles les plus importantes de Šabac, on peut signaler le Théâtre (en cyrillique : Шабачко позориште), dont l'origine remonte à 1840, et le Musée national (Шабачки музеј), créé en 1934 ; il est divisé en plusieurs départements : histoire, archéologie, numismatique, ethnologie et histoire des arts. La ville possède une bibliothèque (Библиотека Шабачка), dont l'origine est une salle de lecture ouverte dans un restaurant en 1847 ; elle est aujourd'hui installée dans les anciens bâtiments de l'évêché et dispose d'un fonds de 300 000 publications. Les Archives historiques de la municipalité de Šabac, quant à elles, ont été créées en 1952.
La Ville compte de nombreux centres culturels, dont les plus importants sont le Centre culturel de Šabac et la Maison de la culture de Prnjavor (Дом културе Прњавор), ainsi que de nombreuses associations culturelles comme la Société culturelle et artistique Abrašević, l'Ensemble folklorique Hajduk Stanko, fondé en 2001 ou la Société des artistes figuratifs de Šabac (Удружење ликовних стваралаца Шапца).

## Sport

Logo du Metaloplastika Šabac.

Šabac possède notamment un club de football (le FK Mačva Šabac, créé en 1919), un club de handball féminin (le Medicinar), un club de basket-ball, un club de water-polo et un club de boxe.
Mais c'est certainement son club de handball masculin, le Metaloplastika Šabac qui a fait la renommée de la ville : dominant le handball yougoslave dans les années 1980, il remporte deux Coupe d'Europe des clubs champions en 1985 et 1986. De plus, plusieurs de ses joueurs ont été sacrés champions olympique en 1984 ou champion du monde en 1986. Parmi ceux-ci, on peut citer Mirko Bašić, Mile Isaković, Slobodan Kuzmanovski, Zlatko Portner, Veselin Vujović ou encore Veselin Vuković.

## Médias
La ville de Šabac possède quatre chaînes de radio-télévision : RTV Šabac, RTV AS, RTV Vikom et RTV Čivija. En outre, elle dispose d'un certain nombre de radios locales, comme Radio Roda, Radio Skala et Radio Kruna. Elle possède également plusieurs journaux : Glas Podrinja, Šabački Glasnik, Šabačka Revija, Podrinjski Glasnik, Sport Podrinja.

## Éducation

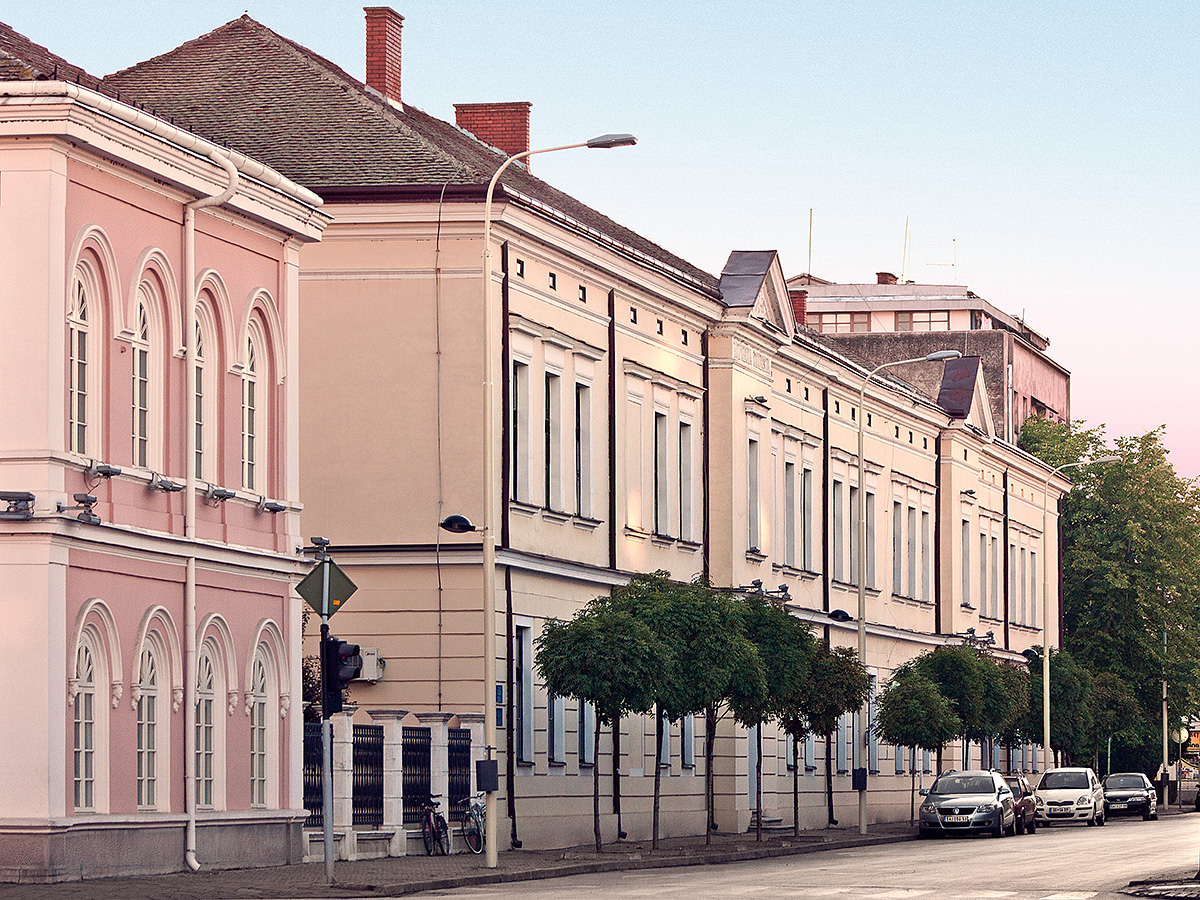
Le lycée de Šabac

La ville de Šabac dispose de 12 écoles élémentaires, parmi lesquelles on peut citer l'école Sele Jovanović, l'école Nikolaj Velimirović, l'école Vuk Karadzić, l'école Stojan Novaković, l'école Nata Jeličić, l'école Janko Veselinović et l'école Laza Lazarević. Parmi les établissements d'études secondaires, on peut citer l'école d'agriculture, l'école de médecine Andra Jovanović, l'école économique et commerciale, l'école de chimie et de l'industrie texte, l'école de technologie, une école de musique, une école d'art et, surtout, le lycée de Šabac. Cet établissement qui porte le nom de lycée Vera Blagojević (Gimnazija Vera Blagojević) a été créé en 1837.

## Économie
Avant les années 1990, Šabac possédait une des économies les plus solides de l'ancienne Yougoslavie ; un des fleurons de son activité était la société Zorka, spécialisée dans la chimie. En revanche, les sanctions économiques ont provoqué l'effondrement de Zorka et la disparition de toute une partie de l'ancienne industrie de la ville, avec des firmes comme Šapčanka, Izgradnja et Nama. Aujourd'hui, Šabac possède de nouveaux quelques sociétés puissantes, comme Šabačka Mlekara, Elixir et Hesteel Serbie. Parmi les secteurs les mieux représentés, on peut citer les transports et l'agroalimentaire.
Sur le plan financier, Šabac possède des succursales de nombreuses banques, parmi lesquelles on peut citer Alpha banka Srbija, Agrobanka, Banka Intesa, Eurobank EFG, Findomestic, Unicredit Bank, Hypo Alpe-Adria-Bank, Meridian Bank, National Bank of Greece, Panonska bank, ProCredit Bandk, Raifeisen banka, Société Générale et Vojvođanska banka.

## Transports
Šabac est un carrefour régional pour le transport par route ; le territoire de la Ville compte 59,9 km de routes nationales, 111,4 km de route régionales et 304,2 km de routes locales. D'est en ouest, la ville est traversée par la route nationale 26 qui conduit de Belgrade à Loznica en passant par la Bosnie-Herzégovine ; à l'intérieur de la Serbie, cette route, avant Belgrade, conduit vers l'est à Obrenovac puis à Surčin, sur le territoire de laquelle se trouve l'aéroport Nikola Tesla et, en direction de l'ouest, elle dessert Loznica et Mali Zvornik. Du nord au sud, Šabac est traversée par la route nationale 21, en provenance de Novi Sad et de Ruma, dans la province de Voïvodine, et qui, au-delà de Šabac, se prolonge en direction de Valjevo et d'Užice,.
Sur le plan ferroviaire, la ville est située sur la ligne Ruma—Šabac-Loznica-Zvornik, qui traverse la rivière Drina et relie ainsi la Serbie à la Bosnie-Herzégovine. Le territoire de la Ville est situé le long de la partie navigable de la Save, qui le relie au système fluvial du Danube, par lui, au réseau des rivières navigables d'Europe. Le port de Šabac dessert l'ensemble de la région de la Mačva, ainsi qu'une partie de la république serbe de Bosnie, en Bosnie-Herzégovine.

## Personnalités

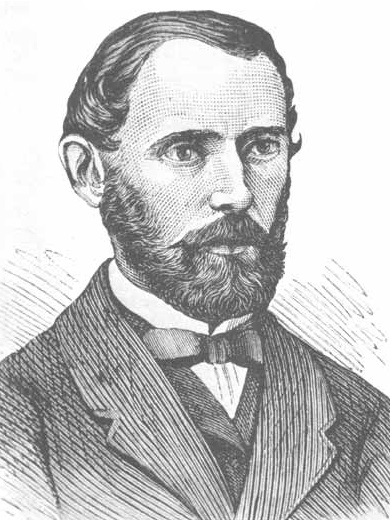
Vladimir Jovanović

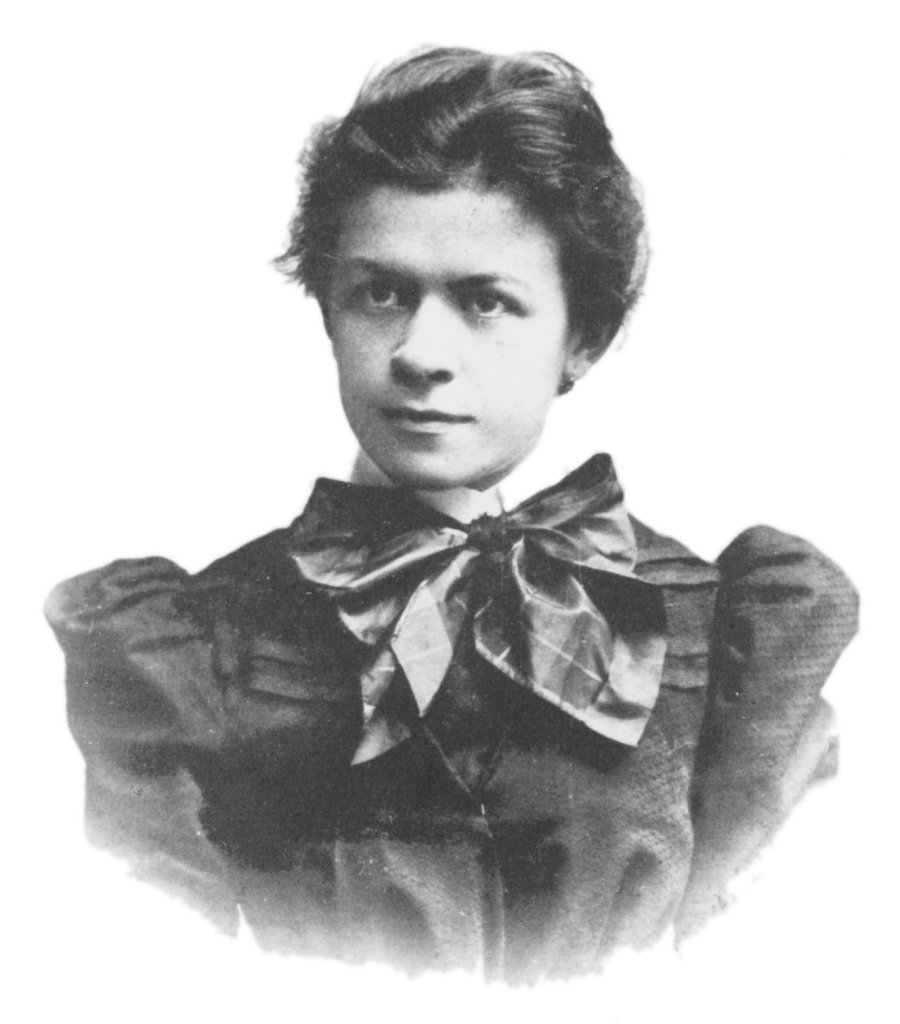
Mileva Einstein

Les personnalités suivantes sont liées à Šabac, qu'elles y soient nées ou décédées ou qu'elles y aient vécu :
- Jevrem Obrenović (1790-1856), frère du prince Miloš Obrenović, homme politique ;
- Stojan Novaković (1842-1915), philologue, historien, homme politique ;
- Oskar Davičo (1909-1989), écrivain, poète, révolutionnaire communiste ;
- Živojin Pavlović (1933-1998), réalisateur et romancier ;
- Milić Stanković (1934-2000), plus connu sous le nom de Milić od Mačve (Milić de Mačva), a effectué ses études secondaires dans la ville ;
- Kosta Abrašević
- Ljubiša Jovanović
- Vladimir Jovanović
- Mileva Einstein
- Dragan Penjin
- Krstivoje Ilić
- Branimir Ćosić
- Andra Jovanović
- Robert Tolinger
- Janko Veselinović (1862-1905) ; il a été professeur dans la ville
- Laza Lazarević
- Đorđe Nešić
- Vladimir Stanimirović
- Šaban Šaulić
- Ana Bekuta
- Ognjen Amidžič
- Slavica Ćukteraš (née en 1985), chanteuse de pop-folk
- Miroslav Đukić
- Veselin Vujović
- Mile Isakovic
- Ljuba Aličić
- Rade Lacković
- Dušan Petrović
- Zlatko Portner
- Petar Djordjic (né en 1990), handballeur international serbe
- Draga Ljočić (1855-926), médecin et suffragette serbe
- Sonja Sajzor
- Zlata Petrovic Chanteuse de Turbo-folk

## Coopération internationale
La ville de Šabac a signé des accords de partenariat avec les villes suivantes :
- Argostoli (Grèce)
- Bijeljina (Bosnie-Herzégovine)
- Brčko (Bosnie-Herzégovine)
- Fujimi (Japon)
- Kiryat-Ata (Israël)
- Lopare (Bosnie-Herzégovine)
- Tuzla (Bosnie-Herzégovine)
- Ugljevik (Bosnie-Herzégovine)
- Zvornik (Bosnie-Herzégovine)